# Ташбуканівська сільська рада
Ташбука́нівська сільська рада (рос. Ташбукановский сельский совет) — муніципальне утворення у складі Гафурійського району Башкортостану, Росія. Адміністративний центр — село Нижній Ташбукан.

## Населення
Населення — 461 особа (2019, 501 в 2010, 727 в 2002).

## Склад
До складу поселення входять такі населені пункти:
| Населений пункт            | Населення, осіб (2002) | Населення, осіб (2010) |
| -------------------------- | ---------------------- | ---------------------- |
| Верхній Ташбукан, присілок | 84                     | 55                     |
| Кургашла, присілок         | 429                    | 280                    |
| Нижній Ташбукан, село      | 214                    | 166                    |